# Panagiotis E. Souganidis
Panagiotis E. Souganidis (em grego:  Παναγιώτης E. Σουγανίδης) é um matemático grego-estadunidense, especializado em equações diferenciais parciais.

## Formação e carreira
Souganidis formou-se em 1981 com bacharelado na Universidade de Atenas. Na Universidade de Wisconsin-Madison graduou-se com M.A. em 1981 e Ph.D. em 1983 com tese sob a orientação de Michael Crandall. Souganidis fez um pós-doutorado em 1984–1985 no Institute for Mathematics and its Applications da Universidade de Minnesota e esteve no Instituto de Estudos Avançados de Princeton em 1988 e 1990. Depois de ser professor na Universidade Brown, Universidade de Wisconsin-Madison e Universidade do Texas em Austin, foi em 2008 Charles H. Swift Distinguished Service Professor in Mathematics na Universidade de Chicago
Souganidis é autor ou co-autor de mais de 100 publicações em revistas científicas. É casado com Thaleia Zariphopoulou, uma matemática greco-estadunidense e professora da Universidade do Texas em Austin.
Foi palestrante convidado do Congresso Internacional de Matemáticos em Zurique (1994: "Interface dynamics in phase transitions").

## Publicações selecionadas
- Evans, L. C.; Souganidis, P. E. (1984). «Differential Games and Representation Formulas for Solutions of Hamilton-Jacobi-Isaacs Equations». Indiana University Mathematics Journal. 33 (5): 773–797. JSTOR 45010271. doi:10.1512/iumj.1984.33.33040
- Souganidis, Panagiotis E. (1985). «Approximation schemes for viscosity solutions of Hamilton-Jacobi equations». Journal of Differential Equations. 59 (1): 1–43. Bibcode:1985JDE....59....1S. doi:10.1016/0022-0396(85)90136-6
- Lions, P.-L.; Souganidis, P. E. (1985). «Differential Games, Optimal Control and Directional Derivatives of Viscosity Solutions of Bellman's and Isaacs' Equations». SIAM Journal on Control and Optimization. 23 (4): 566–583. doi:10.1137/0323036
- Bona, J. L.; Souganidis, P. E.; Strauss, W. A. (1987). «Stability and Instability of Solitary Waves of Korteweg-de Vries Type». Proceedings of the Royal Society A: Mathematical, Physical and Engineering Sciences. 411 (1841): 395–412. Bibcode:1987RSPSA.411..395B. doi:10.1098/rspa.1987.0073
- Fleming, W. H.; Souganidis, P. E. (1989). «On the Existence of Value Functions of Two-Player, Zero-Sum Stochastic Differential Games». Indiana University Mathematics Journal. 38 (2): 293–314. JSTOR 24895386. doi:10.1512/iumj.1989.38.38015
- Bona, J. L.; Souganidis, P. E.; Strauss, W. A. (1987). «Stability and Instability of Solitary Waves of Korteweg-de Vries Type». Proceedings of the Royal Society A: Mathematical, Physical and Engineering Sciences. 411 (1841): 395–412. Bibcode:1987RSPSA.411..395B. doi:10.1098/rspa.1987.0073
- Barles, G.; Soner, H. M.; Souganidis, P. E. (1993). «Front Propagation and Phase Field Theory». SIAM Journal on Control and Optimization. 31 (2): 439–469. doi:10.1137/0331021
- Lions, Pierre-Louis; Perthame, Benoît; Souganidis, Panagiotis E. (1998). «Existence and stability of entropy solutions for the hyperbolic systems of isentropic gas dynamics in Eulerian and Lagrangian coordinates». Communications on Pure and Applied Mathematics. 49 (6): 599–638. doi:10.1002/(SICI)1097-0312(199606)49:6<599::AID-CPA2>3.0.CO;2-5
- Barles, Guy; Souganidis, Panagiotis E. (1998). «A New Approach to Front Propagation Problems: Theory and Applications». Archive for Rational Mechanics and Analysis. 141 (3): 237–296. Bibcode:1998ArRMA.141..237B. doi:10.1007/s002050050077
- Lions, Pierre-Louis; Souganidis, Panagiotis E. (2003). «Correctors for the homogenization of Hamilton-Jacobi equations in the stationary ergodic setting». Communications on Pure and Applied Mathematics. 56 (10): 1501–1524. doi:10.1002/cpa.10101